# Xã Raisinville, Michigan
Xã Raisinville (tiếng Anh: Raisinville Township) là một xã thuộc quận Monroe, tiểu bang Michigan, Hoa Kỳ. Năm 2010, dân số của xã này là 5.816 người.